# Klassning av explosionsfarliga områden
Klassning av explosionsfarliga områden innebär riskbedömning av områden där brandfarliga eller explosiva varor förekommer så att beaktansvärd risk för explosion finns.  
Verksamhet med brandfarlig eller explosiv vara är ofta tillståndspliktig enligt lagen (2010:1011) om brandfarlig och explosiv vara (LBE) och förordningen (2010:1075) om brandfarliga och explosiva varor (FBE). 

## Explosiv vara
Krut, nitroglycerin och dynamit är exempel på explosiv vara bestående av explosivämnen som genom snabb kemisk reaktion kan frigöra energi i form av tryck-volymarbete eller värme. 

### Klassning
Riskområde där explosiv vara hanteras på sådant sätt och i sådan mängd att särskilda krav måste ställas på installationen indelas i:   
- en eller flera av zonerna E1, E2 och E3 (E1 är farligast) samt
- temperaturklasserna ET 1, antändningstemperatur 180 °C eller högre, och ET 2, antändningstemperatur lägre än 180 °C. (ET 2 är farligast.)

### Standarder
Klassning av område med explosiv vara görs enligt standard SS 421 08 24 och elinstallationer enligt SS 421 08 25.  

## Explosiv atmosfär
Klassning av område där explosiv atmosfär bestående av gas, ånga eller damm med luft kan uppstå innebär riskbedömning och indelning i: 
- zoner,
- grupper (explosionsgrupper) och
- temperaturklasser eller tändtemperatur

Klassning av område med explosiv atmosfär från brandfarlig vara görs enligt standard SS EN 60079-10-1.  
Klassningen ligger till grund för rutiner för säkert arbete samt val och installation av utrustning för användning i explosionsfarliga områden. Installationer görs för elektrisk utrustning enligt standard SS-EN 60079-14 samt föreskrifter ELSÄK-FS 2016:2 och för mekanisk utrustning enligt utrustningens bruksanvisning samt föreskrifter AFS 2016:4.  

### Zonklassning
Zonklassning sker genom att analysera och bedöma hur ofta och länge en explosiv atmosfär kan finnas. När risken är mer frekvent ställs högre krav på utrustningens felsäkerhet och arbetsrutiners säkerhet.  

#### Zoner  för explosiv gasatmosfär
Områden där explosiv gasatmosfär kan förekomma indelas i zonerna 2, 1 och 0 efter stigande frekvens och/eller långvarighet av explosiv atmosfär. (Zon 0 är farligast.)   

#### Zoner för explosiv dammatmosfär
Områden där explosiv dammatmosfär kan förekomma indelas i zonerna 22, 21 och 20 efter stigande frekvens och/eller långvarighet av explosiv atmosfär. (Zon 20 är farligast.) 

### Gruppindelning

#### Explosionsgrupper för explosiv gasatmosfär
Brandfarlig gas eller förångad vätska blandad med luft till en explosiv gasatmosfär indelas i explosionsgrupper efter hur lättantändlig genom energi respektive svårsläckt med explosionstät spalt atmosfären är. 
Explosionsgrupperna är efter stigande farlighet: I, kolgruva med gruvgas (metan och koldamm), samt för övrig explosiv gasatmosfär IIA, IIB och IIC. (IIC är farligast.)  

#### Grupper för explosiv dammatmosfär
Brandfarligt damm blandat med luft till en explosiv atmosfär indelas i grupper efter hur finkornigt dammet är och efter om det är ledande, dvs om det utgör en större risk för elektrisk materiel. 
Grupperna är efter stigande farlighet: IIIA (grovkornigt), IIIB (finkornigt) och IIIC (finkornigt och ledande). (IIIC är farligast.)  

### Indelning efter tändtemperatur

#### Temperaturklasser för explosiv gasatmosfär
Explosiv gasatmosfär indelas i temperaturklasserna T6 till T1 efter stigande antändningstemperatur. Temperaturklassen för området bestämmer vilken temperaturklass som krävs för utrustning i det klassade området.  (T6 är farligast.) 

#### Tändtemperatur för explosiv dammatmosfär
För explosiv dammatmosfär och dammlager som kan antändas bestäms dess tändtemperatur. Tändtemperaturen och en säkerhetsmarginal enligt standard bestämmer högsta tillåtna yttemperatur på utrustning i det klassade området.  (Lägst antändningstemperatur är farligast.) 